# 佐藤克樹
佐藤 克樹（さとう かつき、1980年3月3日 - ）は、NHKのチーフアナウンサー。

## 人物
埼玉県熊谷市出身。埼玉県立熊谷高等学校、早稲田大学文学部卒業後、2003年（平成15年）に入局。　
趣味はマンガの一気読み、美術館での絵画鑑賞。
座右の銘は「諦めたら試合終了」（某バスケットボール漫画から）。
NHK入局後、2003年6月から、初任地熊本放送局で、その後2008年3月に前橋、2012年夏に広島、2014年夏に2度目の熊本での勤務を経て、2018年4月の異動より東京アナウンス室に配属された。
2021年夏の定期異動（管理職）で、大分放送局に異動となり、3年ぶりの九州地方の勤務になる。
大分放送局異動後は放送部副部長（2023年4月よりコンテンツセンターアナウンスグループ統括に改称）を務めていた。
2023年5月1日から2025年6月まで佐賀放送局に勤務後、2025年夏の定期異動（管理職）で隣県の福岡放送局に異動となった。

## 現在の担当番組・業務
- 福岡県・九州沖縄のニュース
- ニュース645福岡（ローテーション制）
- はっけんラジオ（ローテーション制）
- ラジオニュース（九州沖縄、R1・FM）の泊まり勤務担当[注釈 1]
- ニュース845福岡（不定期）
- デスク業務

## 過去の担当番組・業務
熊本放送局時代（1度目）（2003年度 - 2007年度）
- 熊本県のニュース・中継・リポート
- ひのくにYOU（リポーター）
- スポーツ中継
- ひるの散歩道（2006年2月8日 - 2月10日）
- 生活ほっとモーニング『にっぽん体感こだわり旅』（2007年12月13日）

前橋放送局時代（2008年度 - 2012年7月）
- 群馬県の中継・リポート
- ほっとぐんま640（リポーター）
- スポーツ中継
- FMトワイライト群馬
- 民謡をたずねて 群馬県・片品村（1 - 3）（2008年11月22日、11月29日、12月6日）
- 産地発!たべもの一直線『群馬　渋川市発 こんにゃく』（2011年1月23日）
- 2011年3月の東北地方太平洋沖地震では、福島放送局に応援で派遣され、災害報道を中心にローカルニュースを担当した。

広島放送局時代（2012年8月 - 2014年7月）　　
- お好みワイドひろしま（代理キャスター）
- ひろしまニュース645（不定期）
- ひろしまニュース845（不定期）
- おはよう中国（ラジオ第1）
- 広島県・中国地方のニュース・中継・リポート
- とっておきラジオ いつも全力　〜サンフレッチェ広島　森保一監督の指導哲学〜（2014年1月18日）

熊本放送局時代（2度目）（2014年8月 - 2017年度）
- NHKジャーナル（2014年10月21日）
- ラジオ深夜便 ラジオ文芸館『ロバのサイン会』（2014年12月6日）
- クマロク!  キャスター（2015年4月 - 2018年3月）[注釈 2]
- ニュース845くまもと（不定期）
- とっておきラジオ こころの言葉　いのちの話〜熊本地震と水俣病60年〜（2017年2月19日）

東京アナウンス室時代（2018年度 - 2021年6月）
- NHKニュースおはよう日本（キャスター：4:30 - 6:00）（2018年4月9日 - 2021年3月19日）
  - 2018年度は佐藤誠太、岩野吉樹と
  - 2019年度・2020年度は塩田慎二、利根川真也との1週間ごとのローテーション
- ニュース・気象情報（不定期）
- クローズアップ現代+「受刑者逃走！塀の無い刑務所の実態」（2018年4月19日）大阪からの中継担当[7]
- NHKニュース7（代理サブキャスター）（2019年8月3日、4日、24日、25日、11月30日、12月1日）
- ニュース845くまもと（2019年8月26日・勤務経験のある熊本放送局への応援要員。）
- 2019年10月の令和元年東日本台風では、水戸放送局に応援で派遣され災害報道を中心にローカルニュースを担当した[8]。
- アイデア対決・全国高等専門学校ロボットコンテスト2019「関東甲信越地区大会」（実況・2019年11月17日）
- ひろしまニュース845（2020年3月18日・広島放送局への応援要員。）
- 熊本県のニュース（熊本放送局への応援派遣要員）[8]
- 2020年9月6日から数日間台風10号関連ニュース、災害情報報道の為、福岡放送局応援[8]。
- NHKニュースおはよう日本（2021年2月14日、新井秀和の代理キャスター）
- NHKニュースおはよう日本（リポーター：2021年4月 - 6月11日）
- ニュース645（不定期）
- 2021年度には、新人アナウンサー研修の講師を担当した。

大分放送局時代（2021年7月 - 2023年4月）
- 放送部副部長→コンテンツセンターアナウンスグループ統括（2023年4月より放送部からコンテンツセンターへ改称）
- 大分県のニュース・気象情報
- ニュース845おおいた（不定期）
- はっけんTV〜大分〜（編集責任者）
- いろどりOITA（編集責任者）
- 大分放送局制作番組の編集責任者
- 緊急報道（大分放送局発）
- ニュース845福岡（2022年2月2日・応援派遣要員）
- はっけんラジオ（2022年2月2日・応援派遣要員）
- 九州沖縄のラジオニュース（2022年2月3日夜 - 4日朝・応援派遣要因）

佐賀放送局時代（2023年5月 - 2025年6月）
- コンテンツセンターアナウンスグループ統括
- 佐賀県のニュース・気象情報
- ニュースただいま佐賀→いまさが（編集責任者）
- はっけんTV・佐賀（編集責任者）
- SAGA SOUL・さが魂（編集責任者）
- ニュースおかえり佐賀845（不定期）
- ニュース845佐賀（不定期）
- 佐賀放送局制作番組の編集責任者
- 緊急報道（佐賀放送局発）
- 大雨関連特設ニュース（2023年7月3日・九州沖縄地方） - 佐賀放送局より佐賀県内の災害状況を伝えた[注釈 3]。
- 大雨関連特設ニュース（2023年7月9日・九州沖縄地方） - 佐賀放送局より佐賀県の災害状況を伝えた[注釈 4]。
- 大雨関連特設ニュース（2023年7月10日・全国放送） - 佐賀放送局より佐賀県の災害状況を伝えた[注釈 5]。

福岡放送局時代（2025年7月 - ）